# Muniche
El pueblo muniche constituye el único pueblo indígena del Perú cuya lengua pertenece a la familia lingüística Muniche.
De acuerdo al último Censo de Comunidades Indígenas de la Amazonía Peruana, realizado en el año 2007, no se identificaron comunidades muniche. No obstante, los resultados del censo indican que la población originaria de este pueblo vive principalmente en comunidades de otros pueblos indígenas, así como en asentamientos rurales cuya población es mayoritariamente mestiza.
De acuerdo con Gustavo Solís (2009), el asentamiento principal de este pueblo es el centro poblado Munichis, en las orillas del bajo río Paranapura. Dicho asentamiento colinda con comunidades shawi, cerca de la ciudad de Yurimaguas en el departamento de Loreto.

## Historia
Sobre la historia del pueblo muniche, se sabe que su forma tradicional de vida se vio afectada desde el siglo XVI, debido a la incursión de religiosos que establecieron misiones en la Amazonía peruana. Según Ribeiro y Wise (1978), este pueblo se habría resistido, desde el establecimiento de las misiones, a habitar un mismo asentamiento junto con los pueblos shawi y paranapura. Así, los muniche fueron agrupados en misiones solo para ellos, a las que la población mestiza de Moyobamba se opuso, dado que obligaban a los muniche a trabajar para ellos (Ribeiro y Wise 1978).
En 1950, miembros del Instituto Lingüístico de Verano elaboraron por primera vez una lista de palabras en la lengua muniche, lengua que ya tenía pocos hablantes en relación con otras lenguas indígenas amazónicas. Darcy Ribeiro y Mary Wise (1978), y posteriormente Gustavo Solís (2009) encontraron hablantes de la misma lengua; habiendo identificado, este último, a ocho hablantes de dicha lengua indígena en el año 2008.